# Přemysl Straka
Přemysl Straka (* 25. Juni 1926 in Theresienstadt; † Februar 2003 in Leitmeritz) war ein tschechischer Maler und Typograf aus Böhmen.

## Leben
Straka wuchs in Theresienstadt auf und wurde in seiner Kindheit mit der Vorkriegs- und Kriegszeit konfrontiert. Auf Grund seiner malerischen und zeichnerischen Begabung ermöglichten seine Eltern ein Privatstudium in Deutschland (München), Italien (Rom) und Israel (Jerusalemer Hochschule für Kunst und Design). Er studierte mehrere Maltechniken und konnte diese später bei seinen Bildern anwenden.
Anfang der 50er Jahre begann er selbständig als Maler zu arbeiten. Anfangs gestaltete er seine Werke mit Figuren und Torsos, er wollte damit die Würde des Menschen darstellen. Zusätzlich arbeitete in der Werbeabteilung in den Galerien in Ústí nad Labem und Litomerice. Anfang der 60er Jahre wandte er sich der abstrakten Malerei zu. Später, ab Ende der 60er Jahre, begann er mit der Darstellung seiner Heimat als Ausdrucksmittel in den Mittelpunkt seiner künstlerischen Arbeit zu stellen. Es entstanden Bilder aus dem Böhmischen Mittelgebirge mit seiner Vielfalt an Bergen und weiten Ebenen, wobei stets der Kontrast zwischen Himmel und der gemalten Landschaft im Vordergrund stand. Deutlich im Detail malte er Gräser, Blumen, Gestein, Tiere oder sich spiegelndes Wasser. Dabei spielt auch die Tageszeit und das jeweilige Wetter eine wichtige Rolle in seinen aussagekräftigen Bildern. Unter Kritikern werden seine Bilder als reflexive Meditation bezeichnet.
Seine Werke sind eine Bereicherung des Kunstfundus und wurden unter anderem in tschechischen Museen, in Wien, in München, in Budapest, Amsterdam, England, Australien und Israel ausgestellt. Kunstliebhaber aus verschiedenen Länder erwarben seine Werke, vor allem aus Deutschland und Österreich. Er war Mitglied des UVU – Union der bildenden Künstler und Mitglied der Galeriefilialen SČVU in Ústí nad Labem. Er wohnte in Leitmeritz, Havličkova 18. Er verstarb im Februar 2003 in Leitmeritz.

## Ausstellungen (Auswahl)
- 1965 Litomerice Künstler, Kunstgalerie, Roudnice nad Labem (Litoměřice)
- 1968 1. Triennale der Südböhmen, Nordböhmen und West Bohemian Ender Künstler, Galerie der bildenden Künste in Cheb, Cheb (Eger)
- 1977 Länder des Mittelmeers Messehalle (Prag)
- 1979 Neue Gemälde, Skulpturen und Grafiken, eine Ausstellung und Konzertsaal Bedřich Smetana, Ústí nad Labem (Aussig)
- 1981 Malerei und skulpturale Porträt (Sammlung des 20. Jahrhunderts Nordböhmische Galerie), das Nordböhmische Art Gallery Lito, Litoměřice (Leitmeritz)
- 1982 Die berühmten Künstler, Fine Arts Exhibition Hall, Brücke (Most)
- 1986 Tschechisches Mittelgebirge in der bildenden Kunst des 20. Jahrhunderts, Rabasova Gallery, Kleiner Saal, Townsville